# 福谷公園

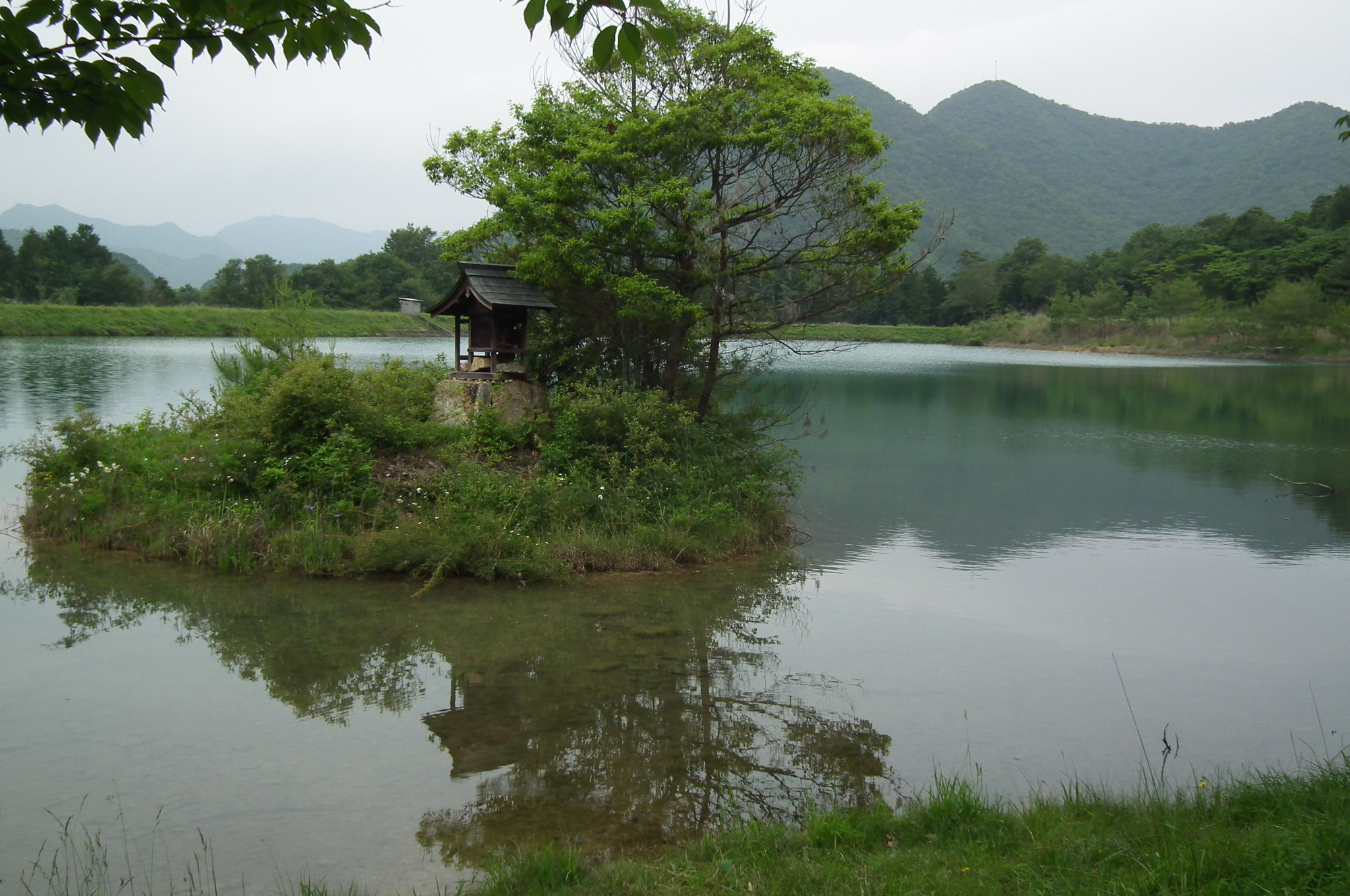
福谷公園と福谷池

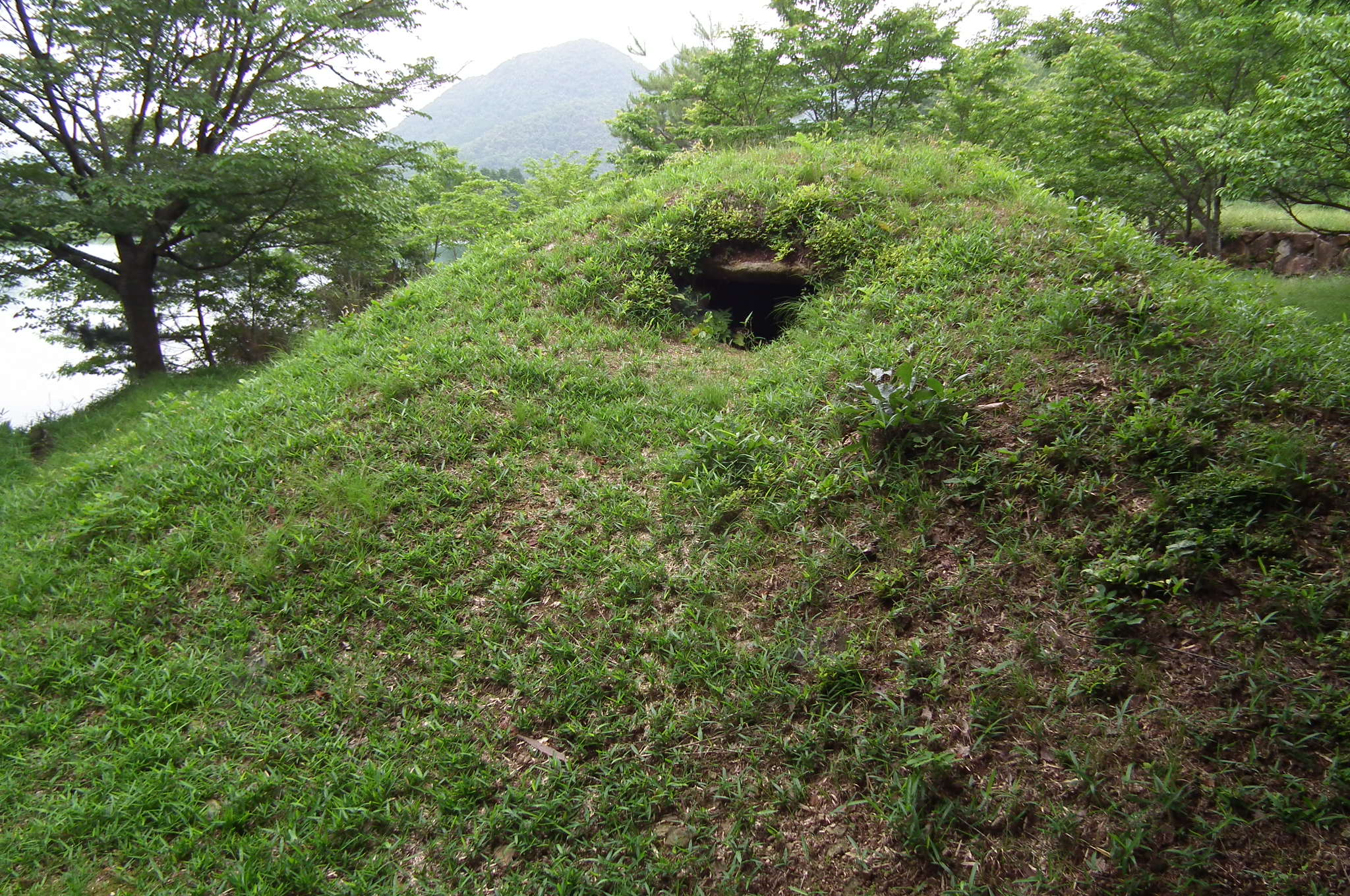
横穴式石室古墳が公園内にある

福谷公園（ふくたにこうえん）は、兵庫県西脇市黒田庄町岡にある自然公園。岡稲荷神社までに約100本のサクラが植樹され、春には賑わう。

## 概要
福谷池から三角山のふもとに広がる自然公園で、福谷池を中心に周囲の自然を生かした造営がなされ、公園入口にはグランドがもうけられている。公園は三角山への登山の基点にもなっており、公園奥にある岡稲荷神社脇から三角山への登山コースが整備されている。三角山からは白山が正面に眺められる。低いながらも雄大な景観が楽しめる。

## 交通アクセス
- JR加古川線黒田庄駅から東へ約1㎞。徒歩約20分。

## 周辺情報
- 岡稲荷神社
- 黒田稲荷神社
- 福地稲荷神社
- 兵主神社

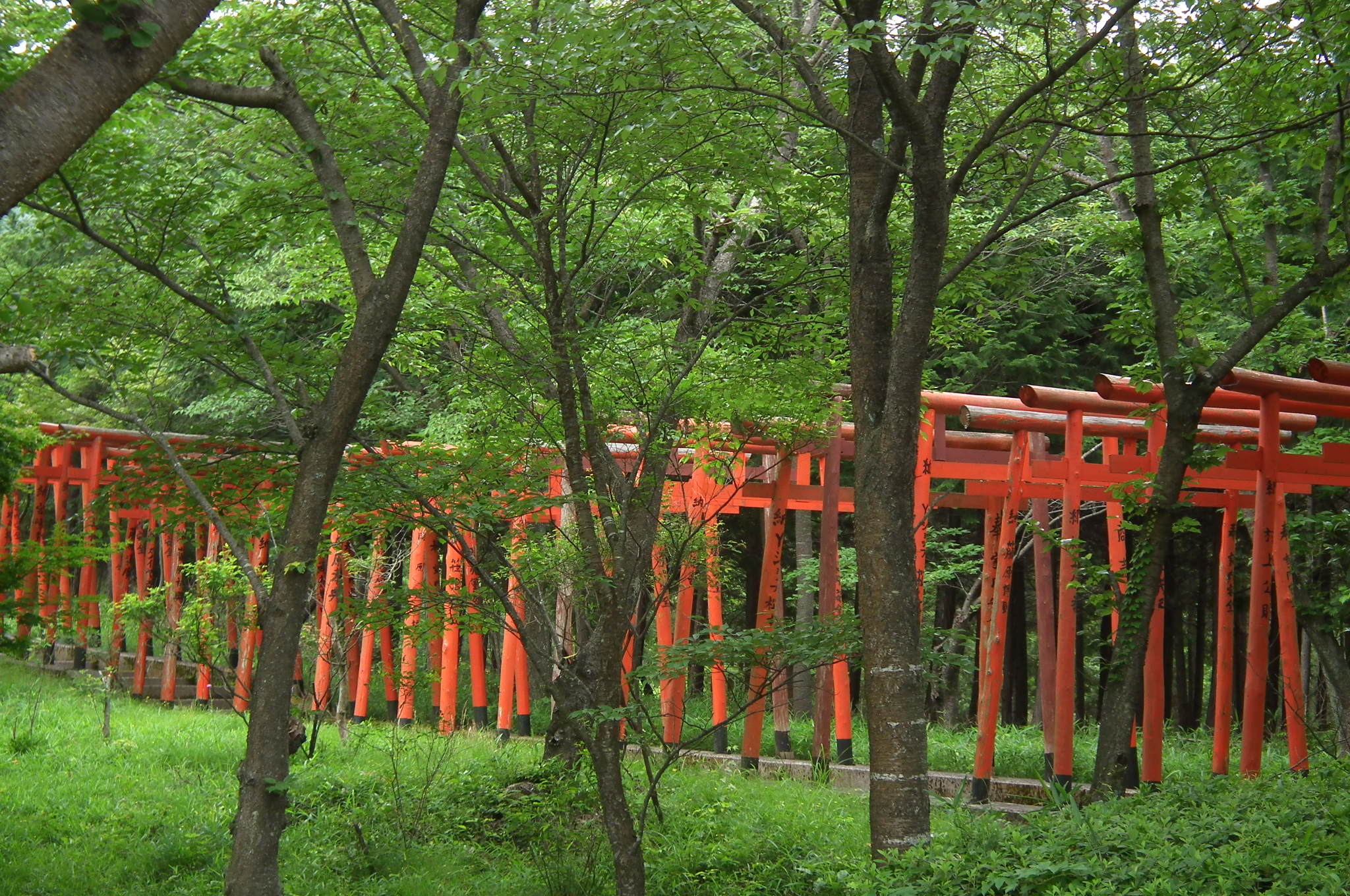
すぐ裏手にある岡稲荷神社鳥居

- 西林寺 - アジサイ寺、播磨西国三十三箇所第20番霊場
- 長明寺
- 荘厳寺
- 極楽禅寺
- 東光寺
- 長明寺 - 岩屋寺（長明寺奥の院）